# Carotalcyon
Carotalcyon is een geslacht van neteldieren uit de klasse van de Anthozoa (bloemdieren).

## Soort
- Carotalcyon sagamianum Utinomi, 1952